# Gkay
Gessica Kayane Rocha de Vasconcelos, mais conhecida como Gkay (também estilizado como GKAY ou GKay; Solânea, 3 de dezembro de 1992), é uma influenciadora digital, humorista, atriz e empresária brasileira.

## Biografia
Gessica Kayane nasceu em Solânea, no interior da Paraíba. Ganhou o apelido "Gkay" de um amigo, que achava seu nome feio e muito grande.
Vinda de uma família simples, sonhava em trabalhar com arte. Apesar disso, considerou outra carreira e ingressou em dois cursos universitários ao mesmo tempo, Relações Internacionais na Universidade Federal da Paraíba (UFPB) e Direito em uma instituição particular, porém desistiu de ambos para trabalhar com a internet. Antes disso, trabalhou como vendedora, recepcionista e entregadora de panfletos.
Em 31 de dezembro de 2018, seu pai morreu vítima de um infarto fulminante em Fernando de Noronha. Em 2019, cursou atuação na Escola de Atores Wolf Maya.

Em 2025 foi eleita umas das 100 maiores personalidades Paraibanas de todos os tempos, ficando na 99ª colocação.

## Carreira
Gkay sempre foi incentivada por conhecidos a gravar vídeos para a internet por conta de sua personalidade bem humorada, mas não sabia como produzir seu conteúdo até 2013, quando seu irmão lhe mostrou um vídeo de Whindersson Nunes. Foi nesse momento que ela entendeu como gostaria de se expressar on-line, e com equipamentos emprestados e ajuda de um amigo que editava seus vídeos de graça, começou no YouTube. Com o passar do tempo, chamou atenção e conseguiu seus primeiros trabalhos publicitários com lojas paraibanas.
Decidiu se dedicar integralmente à internet e ao humor em 2016, sendo incentivada pelo pai a correr atrás de seus objetivos. No ano seguinte, lançou sua primeira turnê de stand-up por diversos estados do Nordeste. Seu crescente número de seguidores e amizade com personalidades famosas, como Whindersson, Luísa Sonza, Carlinhos Maia e Anitta, tornaram Gessica um nome cada vez mais notório e a humorista passou a realizar publicidade de grandes marcas, participar de eventos e dar entrevistas para veículos maiores. Em 2018, gravou com Whindersson, Carlinhos e Tirullipa a música "Eu Vou Tu Vai", que ganhou o Prêmio UOL Hit do Verão 2019.
Em 2019, foi convidada por Nunes a participar de Os Roni, seu novo humorístico no canal Multishow, interpretando Jennyfer. Em dezembro, se tornou a primeira brasileira a alcançar 1 bilhão de impressões no Instagram. Também em 2019, a humorista foi convidada para participar da vigésima edição do Big Brother Brasil exibida de janeiro a abril de 2020, mas recusou a proposta por ter projetos profissionais encaminhados para o período.
Em 2020, gravou seu primeiro filme para a Netflix. O filme Carnaval foi lançado no dia 2 de junho de 2021, alcançando o Top 10 mundial durante as 2 primeiras semanas de lançamento.
Em junho de 2021, após o lançamento do seu filme, iniciou as gravações da sua primeira série para a Netflix com o título provisório de Nove Suspeitos. Em novembro de 2021, lançou o filme Detetive Madeinusa com o humorista Tirullipa exclusivamente no Amazon Prime Video. No dia 19 de novembro, a Netflix anunciou seu terceiro projeto como atriz, desta vez sendo um filme natalino, intitulado Um Natal Cheio de Graça, que foi lançado em 30 de novembro de 2022.
Em fevereiro de 2022, foi confirmada como uma das participantes da 19º edição do talent show Dança dos Famosos, terminando a competição em 11º lugar. Em março de 2022, a atriz fez sua estreia nos cinemas interpretando a estilista Laura Lipsync em Me Tira da Mira, longa protagonizado por Cleo e Sergio Guizé. Já em agosto de 2022, estreou como Xandra Zannarah, uma das protagonistas principais da série de comédia Nada Suspeitos para a Netflix, que em menos de uma semana de lançamento atingiu o ranking de conteúdos mais vistos da plataforma. No entanto, a produção da série foi cancelada após uma temporada.

## Vida pessoal
Gessica foi morar em João Pessoa em 2016, para cursar o ensino superior. Com a fama, passou a se dividir entre a cidade e São Paulo, até se mudar efetivamente para a capital paulista em 2020, por conta do grande volume de trabalhos.

## Controvérsias
Durante a premiação Melhores do Ano de 2022, realizada anualmente pela TV Globo e então apresentada por Luciano Huck, o comediante Fábio Porchat realizou uma piada relacionada a participação de Gessica no talk show Lady Night, apresentado por Tatá Werneck. A entrevista recebeu inúmeras críticas, por Gessica deixar o cenário, prolongar a gravação e causar desconforto.
Durante homenagem ao também comediante Jô Soares, falecido em agosto do mesmo ano, Porchat argumentou que seria difícil Jô entrevistá-la, por isso "preferiu partir". A fala recebeu repercussão imediata nas redes sociais, incluindo pela própria Gessica, que declarou ter "estragado" a sua comemoração de Natal. Posteriormente, Porchat argumentou que "sacaneou" Gessica devido a entrevista, por isso não pediria desculpas.
A partir de então, diversas personalidades, como o influenciador Felipe Castanhari e o coreógrafo do quadro Dança dos Famosos do Domingão com Huck, vieram a público e acusaram Gessica de maltratar seus funcionários. Publicações antigas dela contra cotas raciais, piadas com campo de concentração do Partido Nazista e gordofobia repercutiram, forçando sua equipe excluir a conta no Twitter.

## Filmografia

### Televisão
| Ano     | Título               | Personagem               | Notas                                 |
| ------- | -------------------- | ------------------------ | ------------------------------------- |
| 2019–21 | Os Roni              | Zefa /Jennyfer           |                                       |
| 2020    | Dra. Darci           | Kate                     | Episódio: "Piquenique a Luz de Velas" |
| 2022    | Dança dos Famosos    | Participante (11º Lugar) | Temporada 19                          |
| 2022    | LOL: Se Rir, Já Era! | Apresentadora            |                                       |
| 2022    | Nada Suspeitos       | Xandra Zannarah          |                                       |
| 2022    | Vai que Cola         | Gessica                  | Episódio: "Farofa nas Arábias"        |

### Cinema
| Ano  | Título                  | Personagem    | Notas |
| ---- | ----------------------- | ------------- | ----- |
| 2021 | Carnaval                | Michelle      |       |
| 2021 | Detetive Madeinusa      | Marcela       |       |
| 2022 | Me Tira da Mira         | Laura Lipsync |       |
| 2022 | Um Natal Cheio de Graça | Graça         |       |

## Música
- 2018 - "Eu Vou Tu Vai" (Tirullipa, Whindersson Nunes, Gkay e Carlinhos Maia)

## Prêmios e indicações
| Ano  | Prêmio                       | Categoria           | Indicação                                                           | Resultado | Ref.          |
| ---- | ---------------------------- | ------------------- | ------------------------------------------------------------------- | --------- | ------------- |
| 2019 | MTV Millennial Awards Brasil | Danceokê            | "Eu Vou Tu Vai" (com Tirullipa, Whindersson Nunes e Carlinhos Maia) | Indicada  | [ 31 ] [ 32 ] |
| 2020 | MTV Millennial Awards Brasil | Creator Absurdo     | Gkay                                                                | Indicada  | [ 33 ]        |
| 2020 | Prêmio Jovem Brasileiro      | Influencer de Humor | Gkay e Lucas Rangel                                                 | Venceu    | [ 34 ]        |
| 2022 | MTV Millennial Awards Brasil | Creator Supremo     | Gkay                                                                | Indicada  | [ 35 ]        |
| 2022 | MTV Millennial Awards Brasil | Ícone MIAW          | Gkay                                                                | Venceu    | [ 35 ]        |